# Askeladden

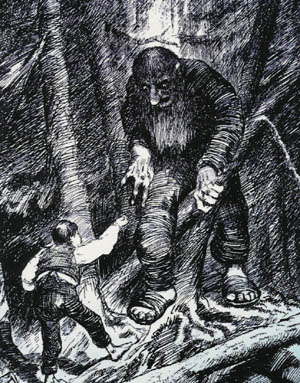
Askeladden y un trol, ilustración de Theodor Kittelsen

Askeladden (en español: «chico de las cenizas») es un personaje del folklore noruego. Frecuentemente es retratado como un niño que desempeña un papel de héroe improbable o embustero, que acaba teniendo éxito en sus propósitos donde otros han fallado. 
Este tipo de personaje es característico de diversos relatos del folklore noruego recopilados en el siglo XIX por los escritores Peter Christen Asbjørnsen y Jørgen Moe, como en el cuento El castillo de Soria Moria.

## Askeladden en el nacionalismo noruego
La figura de Askeladden como héroe niño ha sido presentada en ocasiones como una personificación de las supuestas cualidades de los noruegos: más astuto, paciente o simplemente afortunado que el resto a pesar de no ser apreciado en un principio por sus iguales, y eventualmente exitoso, llegándosele a considerar en ocasiones como modelo de conducta y héroe nacional.